# Walter Samuel
Wálter Adrián Luján-Samuel (Laborde, Argentina, 23. ožujka 1978.) je bivši argentinski nogometaš i reprezentativac. Igrao je na poziciji stopera, ali i na poziciji libera.

## Vanjske poveznice
- Profil na Transfermarktu
- Profil na Soccerwayu